# Запеканка из зелёной фасоли
Запеканка из зелёной фасоли (англ. Green bean casserole) — американская несладкая запеканка или кассероль, состоящая в основном из зелёной стручковой фасоли, грибного крем-супа и жареного лука.
Это культовый американский рецепт и популярный гарнир к обедам в честь Дня благодарения в Соединённых Штатах. Рецепт был создан в 1955 году Доркас Рейли в Campbell Soup Company. По оценкам Campbell’s, по состоянию на 2020 год его подавали на 20 миллионах обедов в честь Дня благодарения в США каждый год, и 40 % продаж крем-супа из грибов от компании Campbell’s идут на версию этого блюда.
Суп Campbell’s Cream of Mushroom был создан в 1955 году и стал первым супом компании, который продавался как соус и как суп. Он стал настолько широко использоваться в качестве наполнителя для запеканок в рецептах горячих блюд, популярных в Миннесоте, что его иногда называли «лютеранским связующим». Как и другие пищевые компании, Campbell’s нанимала разработчиков рецептов для создания рецептов с использованием их продуктов в рамках своей маркетинговой стратегии.

## История
Доркас Рейлли (1926—2018) создала рецепт в 1955 году, работая в отделе домоводства в компании Campbell’s Soup Company в Кэмдене, штат Нью-Джерси. Рецепт был создан для статьи в Associated Press; требовалось быстрое и простое блюдо с использованием ингредиентов, которые есть под рукой в большинстве американских семей.
Когда рецепт начали печатать на банках с супом, его называли «Green Bean Bake». Поначалу блюдо не пользовалось успехом в компании, но, отчасти из-за настойчивости Рейли, в конечном итоге заслужило репутацию «самой комфортной еды». Кулинарный историк Лора Шапиро назвала использование в рецепте хрустящего жареного лука в качестве топпинга «гениальным штрихом», который придал обычному гарниру из полуфабрикатов немного «гламурности».
Журнал Food & Wine назвал его культовым, а Good Housekeeping отметил, что «немногие блюда столь же культовые», как запеканка из зеленой фасоли.

## Популярность
Первоначально оно продвигалось как повседневный гарнир, но стало популярным для ужинов в День благодарения в 1960-х годах после того, как Campbell’s разместил рецепт на этикетке банки. Рецепт популяризировал сочетание супа с зеленой фасолью. Campbell’s Soup теперь подсчитал, что 40 процентов грибного крем-супа, проданного в Соединенных Штатах, идет на приготовление запеканки из зеленой фасоли. По оценкам Campbell’s на 2020 год, он подавался на 20 миллионах ужинов в День благодарения в США каждый год. В 2020 году Campbell’s сообщила, что их онлайн-версия рецепта просматривается 4 миллиона раз каждый День благодарения. По данным Campbell’s на 2018 год, этот рецепт является самым популярным из когда-либо созданных на их кухнях.
Фольклорист Люси Лонг в 2007 году отметила, что включение этого блюда в обеденный стол в День благодарения пересекает этнические, социально-экономические и религиозные различия. Она также отмечает, что оно включено в большинство популярных американских кулинарных книг, регулярно упоминается в СМИ и упоминается как «классическое», «традиционное» и «стандартное блюдо Дня благодарения». Она написала, что популярность блюда была связана с его категоризацией как запеканки, которая в США ассоциируется с «совместным приемом пищи, обменом и щедростью», и что запеканка из зеленой фасоли в частности олицетворяет как знакомое, так и праздничное.

## Ингредиенты
Рецепт, который не изменился, включает в себя зеленую фасоль, грибной суп, молоко, соевый соус, молотый черный перец и жареный лук. Фасоль, суп, молоко и приправы смешиваются с частью лука и запекаются, затем покрываются большим количеством лука и запекаются еще несколько минут.
Было разработано множество похожих рецептов, которые «обновляют» или «модернизируют» оригинальный рецепт, используя свежую фасоль, домашний сливочный соус и свежие грибы, поскольку рецепты на основе полуфабрикатов 1950-х и 1960-х годов стали менее модными, но, по словам кулинарного историка Шапиро, запеканка из зеленой фасоли остается популярной на День благодарения по причине ностальгии. Были разработаны и другие рецепты, Campbell’s и другими, которые включают в себя различные методы и ингредиенты в дополнение к тем, что были в оригинале, или вместо них.

## Создатель
В ноябре 2002 года Рейли, представляющая Campbell’s, пожертвовала оригинальную карточку с рецептом Национальному залу славы изобретателей в Акроне, штат Огайо. После пожертвования был приготовлен обед с участием этого блюда. Рейли умерла 15 октября 2018 года в возрасте 92 лет в своем родном городе Кэмден, штат Нью-Джерси.